# Дъжд от животни
Дъждът от животни е рядък метеорологичен феномен, при който нелетящи животни падат от небето. Такива случаи са описани в много държави през историята. Една от хипотезите е, че водните смерчове понякога вдигат животни като риби или жаби във въздуха и ги пренасят в продължение на няколко километра. Обаче, тази част от феномена никога не е била наблюдавана от учени.

## История
Дъждове от нелетящи животни и други неща са описани многократно през историята. През 1 век римският учен Плиний Стари документира бури от жаби и риба. През 1794 г. френски войници наблюдават жаби да падат от небето по време на тежка буря близо до Лил. Гражданите на Йоро, Хондурас твърдят, че дъжд от риба вали всяко лято в града им – феномен, който наричат рибен дъжд (на испански: Lluvia de Peces).
На 31 август 1894 г. около 15 ч. в село Сливак, област Шумен, в продължение на 5 – 6 минути, по време на проливен дъжд пада около 1500 kg риба, предимно шарани.

## Обяснение
Френският физик Андре-Мари Ампер е сред първите учени, възприели сведенията за дъжд от животни като сериозни. Той се обръща към Обществото за природни науки и изказва предположението си, че понякога жабите могат да се многобройни в селските райони и силни ветрове са способни да ги вдигнат и пренесат на големи разстояния.
Понякога животните оцеляват падането, което предполага, че животните биват пускани скоро, след като са били вдигнати във въздуха. Няколко очевидци на дъжд от жаби описват животните като изплашени, но здрави и проявяващи относително нормално поведение след събитието. В някои случаи животните са замразени до смърт и напълно обгърнати от лед. Има случаи на дъжд, при който не валят цели животни, а раздробени части от телата на животни. Съществуват и непотвърдени сведения за дъжд от животни без наличието на лошо време или силни ветрове.
Имайки предвид, че водните смерчове всъщност не вдигат нищо (водните капки във фунията се дължат на кондензация), е неправдоподобно да се предполага, че те са способни да вдигат риба от под повърхността на водата до високо във въздуха.
По-добре прието научно обяснение включва торнадо, което се образува на земята и преминава върху вода. Според тази хипотеза, торнадото може да вдигне животни до относително голяма височина и да ги премести на големи разстояния. Тази хипотеза е подкрепена от типа животни, участващи в тези дъждове: малки, леки и обикновено водни, и с предположението, че дъждът от животни често е предшестван от буря. Все пак, тази теория не обяснява как всички животни във всеки инцидент са само от един вид, а не група от подобни животни от един регион.
В случая с дъжд от птици, бурите могат да обхващат ята от птици, особено по време на миграция. Такива събития могат да се случат лесно при птиците, които могат да бъдат убити по време на полет или зашеметени и след това да паднат. Често птиците могат да се дезориентират (поради лошо време или фойерверки) и да се сблъскат в обекти, като дървета или сгради. От друга страна, намирането на правдоподобно обяснение за дъжда от земни животни е далеч по-трудно.
След регистриран дъжд от риба в Сингапур през 1861 г., френският учен Франсис Кастелно установява, че миграция на Clarias batrachus е била в ход по това време. Тъй като тези риби са способни да се придвижват по земя от локва до локва, това обяснява тяхното наличие по земята след дъжда.

## Случаи

### Риби
- Сингапур, 22 февруари 1861 г.[11]
- Сливак, България, 31 август 1894 г.[5]
- Найтън, Уелс, 18 август 2004 г.[12]
- Мадхеш, Непал, 15 май 1990 г.[13]
- Мус Джо, Саскачуан, Канада, 1 юли 1903 г.[14]
- Марксвил, Луизиана, САЩ, 23 октомври 1947 г.[15]
- Керала, Индия, 12 февруари 2008 г.[16]
- Джамнагар, Индия, 24 октомври 2009 г.[17]
- Ладжаману, Северна територия, Австралия, 25 и 26 февруари 2010 г.[18]
- Южен Агусан, Филипини, 13 януари 2012 г.[19][20]
- Ченай, Индия, 12 септември 2013 г.[21]
- Ежегодно в Йоро, Хондурас
- Чилав, Шри Ланка, 6 май 2014 г.[22]
- Гунтур, Андхра Прадеш, Индия, 16 август 2015 г.[23]
- Дире Дава, Етиопия, 20 януари 2016 г.[24]
- Патапатнам, Андхра Прадеш, Индия, 19 май 2016 г.[25]

### Паяци
- Олбъри, Австралия, 1974 г.[26]
- Санто Антонио да Платина, Бразилия, 3 февруари 2013 г.[27]
- Гоулбърн, Австралия, 15 май 2015 г.[26]

### Жаби
- Ишикава, Япония, юни 2009 г.[28]
- Кабо Полонио, Уругвай, 2011 г.[29]

### Други
- Медузи: Бат, Англия, 1894 г.[30]
- Червеи: Дженингс, Луизиана, САЩ, 11 юли 2007 г.[31]